# Ojo de Agua de Crucitas
Ojo de Agua de Crucitas es una localidad del estado mexicano de Aguascalientes. Es parte del municipio de El Llano.

## Demografía
| Gráfica de evolución demográfica |
|                                  |

| Censo | Población |
| ----- | --------- |
| 1950  | 217       |
| 1960  | 292       |
| 1970  | 363       |
| 1980  | 417       |
| 1990  | 801       |
| 2000  | 870       |
| 2010  | 1 078     |
| 2020  | 1 213     |